# Rodzone (gmina Iława)
Rodzone – kolonia w Polsce, w województwie warmińsko-mazurskim, w powiecie iławskim, w gminie Iława.
Do 2023 miejscowość była przysiółkiem osady Smolniki.
W latach 1975–1998 przysiółek położony był w województwie olsztyńskim.